# グランジソール
グランジソール（英: Grandisol、化学式C10H18O）はワタミハナゾウムシの性誘引物質として働くフェロモンである。シクロブタン環と2つの不斉中心を有するモノテルペンである。ワタミハナゾウムシは農業害虫であり、綿花産業に大きな被害を与える。20世紀前半には米国で蔓延し、深刻な問題となった。グランジソールは綿花を虫害から守るために使用される。

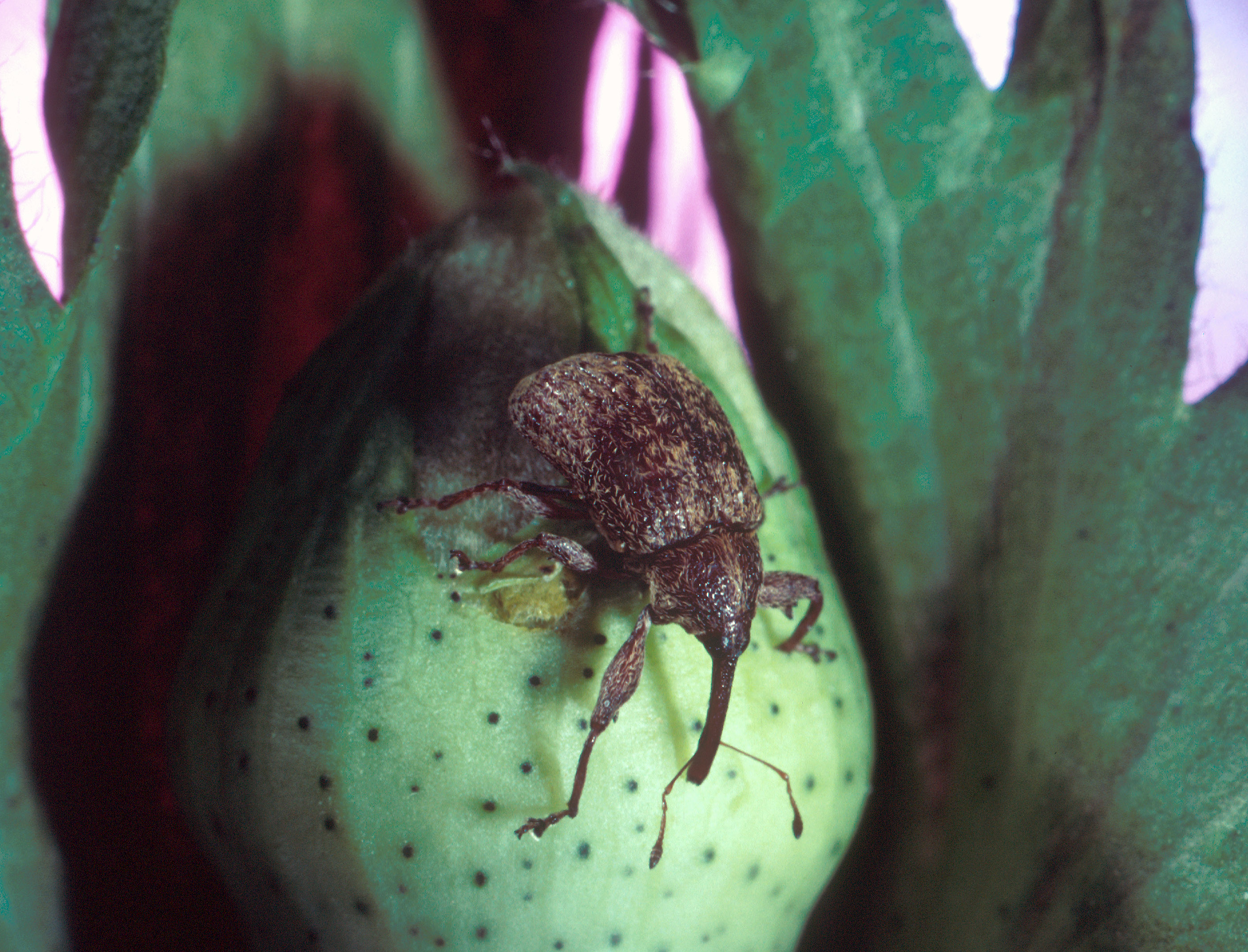
ワタミハナゾウムシ(Anthonomus grandis)

## 合成
グランジソールは1969年に、ミシシッピ州立大学のJ.Tumlinsonらによって単離、同定、合成が報告された。2010年にはファーマン大学の研究グループが8段階でより収率を高めた合成経路を報告している 。立体選択的な合成方法も報告されているが、グランジソールはラセミ体でも、ワタミハナゾウムシに対して天然のものと同様の誘引効果を持つことが示されている。